# خدعة نطاق
يشير مصطلح دومين هاك (بالإنجليزية: Domain hack)‏ إلى ظاهرة استخدام نطاق أعلى (TLD) كلاحقة لإكمال كلمة في اسم نطاق، أو لاستعمال اسم نطاق للدلالة على مصطلح مختلف عن معناه الأصلي. على سبيل المثال، موقع who.is للتحقق من هوية وبيانات المواقع يستعمل لاحقة is الخاصة بدولة آيسلندا لتكوين العبارة الإنجليزية who is والتي تعني «من هو». نطاق .me هو نطاق دولة الجبل الأسود، ولكن يُشاع استخدامه في بعض النطاقات كالكلمة الإنجليزية me والتي تعني «أنا».